# Mandevilla catimbauensis
Mandevilla catimbauensis är en oleanderväxtart som beskrevs av Souza-silva, Rapini och J.F.Morales. Mandevilla catimbauensis ingår i släktet Mandevilla och familjen oleanderväxter. Inga underarter finns listade i Catalogue of Life.